# Adam Pally
Adam Pally, född 18 mars 1982 i New York, är en amerikansk skådespelare.
Pally har bland annat medverkat i TV-serierna The Mindy Project och Crossing Swords. Han har även medverkat i filmen Sonic the Hedgehog.

## Filmografi (i urval)
- 2012 – Happy Endings (TV-serie)
- 2013–2017 – The Mindy Project (TV-serie)
- 2020 – Sonic the Hedgehog
- 2020–2021 – Crossing Swords (TV-serie)
- 2022 – Sonic the Hedgehog 2
- 2024 – Knuckles (TV-serie)